# Sinfonía en blanco, n.º 1: La dama blanca
Sinfonía en blanco, nº 1, también conocido como La dama blanca, es un cuadro de James Abbott McNeill Whistler. En la obra aparece una mujer a cuerpo completo, sujetando un lirio en la mano. Está de pie encima de una piel de lobo mientras que el fondo aparece cubierto por una cortina blanca. El esquema de colores del cuadro es casi completamente blanco. La modelo es Joanna Hiffernan, la amante del pintor. Aunque el nombre del cuadro era originalmente La dama blanca, Whistler empezó después a llamarlo Sinfonía en blanco, nº 1. Refiriéndose a su obra de una forma tan abstracta, intentaba enfatizar su filosofía del arte por el arte.
Whistler pintó el cuadro en el invierno de 1861–62, aunque tiempo después volvió a revisarlo e hizo algunas modificaciones. Fue rechazado tanto en la Royal Academy como en el Salón de París, para ser finalmente aceptado en el Salon des Refusés de 1863. En dicha exposición también estaba expuesto el famoso Le déjeuner sur l'herbe de Édouard Manet, haciendo que los dos trabajos atrajeran gran atención. La dama blanca muestra una clara influencia de la Hermandad Prerrafaelita, con la que Whistler había entrado en contacto en aquella época. Desde entonces el cuadro ha sido interpretado por la crítica del arte como una alegoría acerca de la inocencia y su pérdida, y también como una alusión religiosa a la Virgen María.

## El artista y la modelo
James Abbott McNeill Whistler nació en los Estados Unidos en 1834, hijo de George Washington Whistler, un ingeniero ferroviario. En 1843, la familia se mudó a San Petersburgo, Rusia, donde James empezó a estudiar pintura. Después de una estancia en Inglaterra, volvió a América para asistir a la Academia Militar de los Estados Unidos en West Point en 1851. En 1855, hizo el viaje de vuelta a Europa, decidido a dedicarse a la pintura. En primer lugar se asentó en París, pero en 1859 se mudó a Londres, donde pasó la mayor parte de su vida. Allí conoció a Dante Gabriel Rossetti y a otros miembros de la Hermandad Prerrafaelita, quienes tendrían una profunda influencia en Whistler.
Fue también en Londres donde Whistler conoció a Joanna Heffernan, la modelo que acabaría convirtiéndose en su amante. Su relación ha sido definida como "matrimonio sin la bendición del clero". Para 1861, Whistler ya la había utilizado como modelo para otro cuadro. El trabajo en Wapping, un cuadro nombrado a partir de la zona de Londres donde Whistler vivía, había comenzado en 1860, pero no se terminaría hasta 1864. En él se ven una mujer y dos hombres mirando el río desde un balcón. Según el propio Whistler, la mujer —de la cual Heffernan hacía de modelo— era una prostituta. Se cree que Heffernan tenía una fuerte influencia sobre Whistler; su cuñado Francis Seymour Haden rechazó una invitación a cenar a su casa en el invierno de 1863–64 debido a la presencia excesivamente dominante de la modelo.

## Creación y acogida
Whistler empezó a trabajar en La dama blanca poco después del 3 de diciembre de 1861, con la intención de presentarla a la prestigiosa exhibición anual de la Royal Academy. A pesar de algunos problemas de salud, para abril ya había terminado el cuadro. En una carta a George du Maurier a principios de 1862, describe la obra como:

... una mujer en un bello vestido blanco, de pie contra una ventana que filtra la luz a través de unas cortinas blancas de muselina, casi transparente - pero la figura recibe una fuerte luz desde la derecha, por lo que la imagen, con excepción de sus rojos cabellos, es una preciosa masa de brillante blanco.

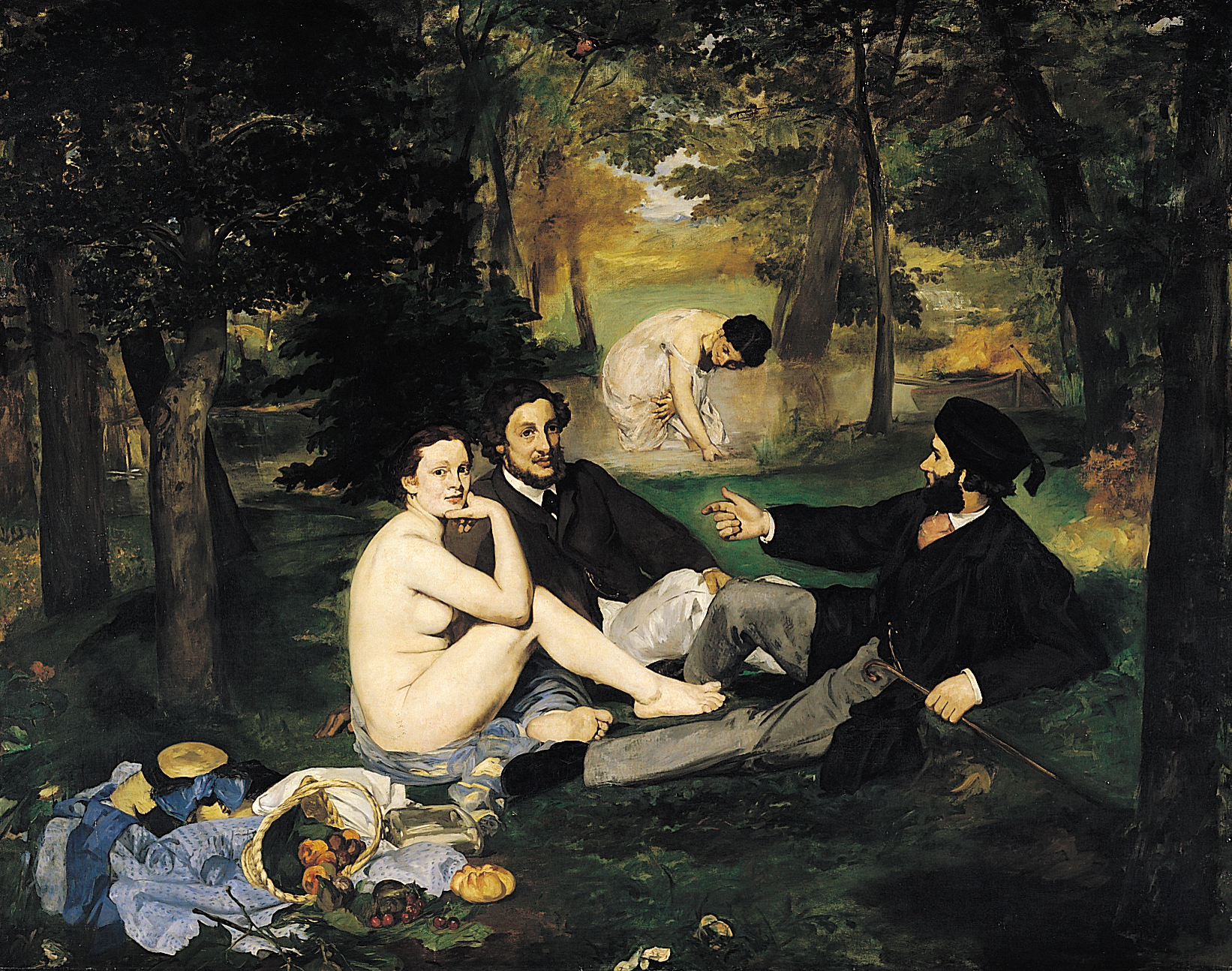
Le Déjeuner sur l'Herbe de Édouard Manet causó impresión en el Salon des Refusés de 1863, pero la atención recibida por La dama blanca de Whistler fue mayor, incluso.

Whistler presentó el cuadro a la Academia, pero según Heffernan, para entonces ya esperaba que lo rechazaran. El año anterior, 1861, otro cuadro había causado un pequeño escándalo. The Shrew Tamed de Edwin Henry Landseer mostraba un caballo, y una mujer descansando en el suelo a su lado. La modelo se dijo en primer lugar que era Ann Gilbert, una célebre amazona de la época: sin embargo, pronto surgió el rumor de que era en realidad Catherine Walters, una famosa cortesana londinense. El cuadro de Whistler era suficientemente reminiscente del de Landseer como para que los jueces fueran reacios a admitirlo. La dama blanca fue presentado a la Academia junto a tres grabados, a diferencia del cuadro, estos si fueron aceptados.
Whistler decidió entonces exhibir el cuadro en la pequeña Berners Street Gallery de Londres, donde apareció bajo el nombre de La dama de blanco, una referencia a la novela del mismo nombre de Wilkie Collins, que gozaba de bastante éxito por entonces. El libro es una historia de idilios, intrigas y dobles identidades, que causó bastante entusiasmo cuando se publicó. Al parecer, Du Maurier creyó que el cuadro hacía referencia a la novela. En su crítica para la revista Athenaeum se quejó de que la imagen no se correspondía con ninguno de los personajes de la novela; Whistler escribió una carta asegurando que era la galería la que había elegido el título sin consultarle, añadiendo "no tenía ninguna intención de ilustrar la novela del señor Wilkie Collins. Mi cuadro simplemente representa a una chica vestida en blanco, de pie frente a una cortina blanca."

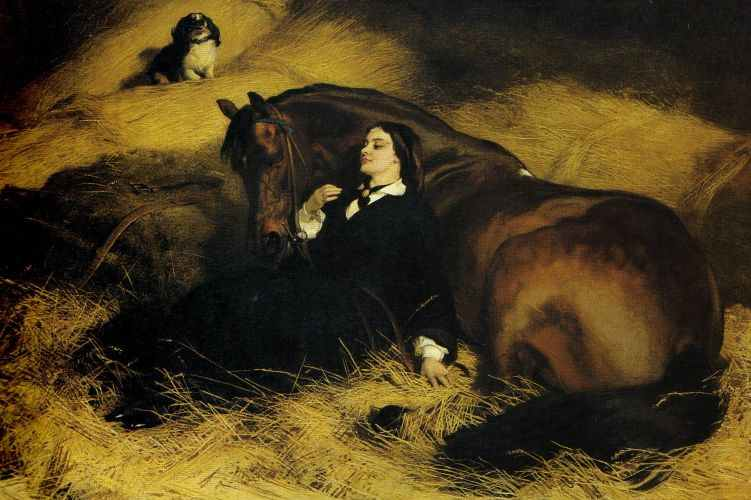
The Shrew Tamed de Edwin Landseer. Con frecuencia se cita la controversia en torno a este cuadro como causa para parte del rechazo a la obra de Whistler.

Al año siguiente, Whistler intentó que el cuadro fuera exhibido en el Salon de Paris – la exhibición oficial de arte de la Academia de Bellas Artes - pero también allí fue rechazado. Fue aceptado sin embargo en el Salon des Refusés – la "exhibición de rechazados" que abrió el 15 de mayo, dos semanas después del Salon oficial.
El Salon des Refusés de 1863 fue la misma exhibición en que Le Déjeuner sur l'Herbe de Édouard Manet provocó un escándalo, pero aun así la atención dada a La dama blanca de Whistler fue mayor, incluso. La controversia que rodeó los lienzos aparece descrita en la novela de Émile Zola L'Œuvre (1886). El cuadro de Whistler fue recibido de forma generalmente favorable, reivindicando su obra después del rechazo que había experimentado tanto en Londres como en París. Fue muy admirado entre sus compañeros y amigos, entre los que se incluían Manet, el pintor Gustave Courbet y el poeta Charles Baudelaire. El crítico de arte Théophile Thoré-Bürger vio el cuadro como perteneciente a la tradición de Goya y Velázquez. Hubo, no obstante, opiniones menos favorables; ciertos críticos franceses vieron la tendencia inglesa de los Prerrafaelitas como algo bastante excéntrico.
El cuadro permaneció en la familia de Whistler hasta 1896, cuando fue vendido por el sobrino del artista al coleccionista de arte Harris Whittemore. En 1943, la familia Whittemore se lo regaló a la Galería Nacional de Arte en Washington D. C.

## Composición e interpretación
Whistler, especialmente en la última parte de su carrera, se mostró muy contrario a la idea de que sus cuadros debieran tener ningún significado más allá de lo que se ve sobre el lienzo; es de hecho bien conocido como uno de los mayores promotores de la filosofía del arte por el arte. Su comentario sobre La dama blanca, negando cualquier conexión con la novela de Wilkie Collins La dama de blanco es una de sus primeras afirmaciones en ese sentido ("Mi cuadro simplemente representa a una chica vestida en blanco, de pie en frente de una cortina blanca." Debido a que los críticos ingleses vieron el cuadro como una ilustración, fueron bastante menos favorables que sus compañeros franceses, que lo recibieron como una fantasía poética visionaria. Un crítico inglés, refiriéndose a la novela de Collins, describió La dama blanca como "...uno de los cuadros más incompletos que jamás nos hayamos encontrado." Dado que la Berners Street Gallery había usado el nombre La dama de blanco para la obra, la crítica se sintió decepcionada por la falta de parecido con la heroína de la novela. A Whistler, que nunca había leído la novela, le desagradó la comparación. Unos diez años después, empezó a referirse al cuadro como "Sinfonía en blanco, nº 1", aunque un crítico francés ya la había llamado Symphonie du blanc durante el tiempo de su exposición en París. Usando la analogía musical, el artista consiguió enfatizar su filosofía de que la composición debía ser el centro de atención, no el tema elegido. El título probablemente fue inspirado por el poema Symphonie en Blanc Majeur, escrito en 1852 por Théophile Gautier.
Whistler no estaba del todo conforme con el estilo realista del cuadro en su forma original, una característica según su parecer debida a la influencia que Coubert tenía sobre él por aquel entonces. Después, entre 1867 y 1872, lo retocó con la intención de darle una expresión más espiritual. Aunque empezó "Sinfonía" antes de conocer a Rossetti, la influencia Prerrafaelita aparece ya claramente. El cuadro fue un experimento temprano en el tema de blanco sobre blanco, con la mujer vestida de blanco sobre un fondo del mismo color. Este esquema de colores fue un tema al que volvería posteriormente en dos cuadros que recibieron los nombres Sinfonía en blanco, nº 2: La muchacha blanca (1864) y Sinfonía en blanco, nº 3 (1865–67). La tabla es larga y delgada, y la pose de la modelo y la forma de su ropa enfatiza aún más la naturaleza vertical del cuadro. La actitud de la dama es atrevida, casi hostil, dada la forma en que mira al espectador, y sus rasgos están altamente individualizados. El crítico de arte Hilton Kramer encuentra en los retratos de Whistler encanto y una combinación de destreza y capacidad de observación de la que carecían sus más radicales paisajes.
Aunque a su autor le molestaran los intentos de analizar su arte, eso no evitó que los críticos lo hicieran de todos modos. El crítico francés del siglo XIX Jules-Antoine Castagnary vio en el cuadro símbolos de la pérdida de la inocencia, un tema que ha sido retomado por análisis posteriores. El experto en historia del arte Wayne Craven coincide en que es algo más que un ejercicio formalista, y encuentra la imagen "enigmática, expresiva; incluso con un trasfondo erótico". Señala también el contraste presentado por la imaginería, con el lirio blanco representando inocencia y virginidad, superpuesta con la cabeza de animal en la alfombra, simbolizando la pérdida de la inocencia. Beryl Schlossman, desde la perspectiva de la crítica literaria, ve alusiones en su trabajo a las Madonnas del arte religioso. Para Schlossman, la alfombra a los pies de la mujer es la nube sobre la que con frecuencia aparece la Virgen, y el lobo es la serpiente, aplastada bajo su talón.